# Апофема

Апофема правильного шестиугольника

— высота;
— апофема;
— радиус вписанной в основание окружности.

Апофе́ма (греч. αποτιθημι — откладываю в сторону) — геометрический термин. В зависимости от контекста может означать следующее:
- В планиметрии — длина перпендикуляра, опущенного из центра правильного многоугольника на любую из его сторон. Апофема правильного {\displaystyle n}-угольника равна радиусу {\displaystyle r_{n}} вписанной окружности. Она связана с его стороной {\displaystyle a_{n}} и площадью {\displaystyle S_{n}} следующими соотношениями:

{\displaystyle a_{n}=2r_{n}\operatorname {tg} {\frac {\pi }{n}},S_{n}=nr_{n}^{2}\operatorname {tg} {\frac {\pi }{n}}}.
- В стереометрии — высота боковой грани правильной пирамиды (возможно, усечённой).